# Přeckov
Přeckov (dříve též Przeczkow, Przieczkow a Přečkov) je obec v okrese Třebíč v Kraji Vysočina. Žije zde 75 obyvatel. Obec leží na severním okraji Třebíčské kotliny.
Přeckov se nachází tři kilometry jihozápadně od Rudíkova, prochází jím silnice mezi Horními Vilémovicemi a silnicí I/360.
Sousedními obcemi sídla jsou Horní Vilémovice, Rudíkov, Hroznatín a Trnava.

## Název
Původní podoba jména vsi byla Přečkov. Byla odvozena od osobního jména Přeček, zdrobnělině jména Přěk, což byla domácká podoba jména Přěslav. Význam místního jména byl "Přečkův majetek". Podoba Přeckov vznikla v 19. století vlivem německé podoby jména (Pretzkau/Přetzkau).

## Geografie
Ze západu na východ vede přes území obce silnice z Horních Vilémovic k silnici II/360. Ze severu na jih vede přes území obce cyklostezka, která není samostatně číslovaná a spojuje cyklostezky 5112 a 5214 a přes území obce vede ze severu na jih žlutá a ze západu na východ zelená turistická trasa.
Jižní část území obce je využívána z větší části zemědělsky, severní je pak poměrně výrazně zalesněná a kopcovitá, i v jižní zemědělsky využívané část jsou časté remízky nebo izolované menší zalesněné plochy. Severní část obce leží výrazně výše a je tak zalesněná, byť při kůrovcové kalamitě byla značně postižena, na západním okraji území obce se nachází výrazný les, stejně tak je poměrně zalesněno blízké okolí zastavěného území obce. Výrazně zalesněna je i jižní hranice území obce.
Asi jeden km západně od území obce pramení Klapovský potok, ten pak teče dál na východ a tvoří jižní hranici území obce, na jihovýchodním okraji území obce se do něj vlévá nepojmenovaný potok, který pramení severozápadně od zastavěného území obce, protéká rybníkem Plac, teče podél zastavěného území obce a protéká Buršíkovým a Podlipským rybníkem a následně se po asi 200 metrech vlévá do Klapovského potoka, ten pak po cca 6 km ústí u Třebíče do Jihlavy. Část východní hranice území obce tvoří nepojmenovaný potok, který pramení těsně za hranicemi území obce u Klášterského rybníka, který přiléhá těsně k hranici území obce. Asi pět set metrů západně od severozápadního okraje území obce pramení potok Oslavička, ten protéká několika rybníky a následně tvoří severní hranici území obce a pak se stáčí severně a těsně u hranice území obce protéká rybníkem Pod kravínem a po asi 10 km ústí u Velkého Meziříčí do Oslavy.
Území obce je značně kopcovité a nachází se v nadmořské výšce mezi 475 a 615 metry nad mořem, nejnižší bod je v údolí Klapovského potoka na jihu území obce a dosahuje cca 475 metrů, nejvyšší bod je nepojmenovaný kopec na severozápadním okraji území obce, který dosahuje 622 metrů. Těsně za severní hranicí území obce se nachází Bukový kopec s kótou 600 m, jižněji se v lesích nachází dva nepojmenované vrcholy s kótami 615 a 622 m. Těsně za jižní hranicí území obce se nachází Ostrá hora s kótou 496 m.
Zastavěné území obce se nachází na jižním okraji území obce. 
Těsně u zastavěného území obce severním směrem se nachází přírodní památka Pazderna.

## Historie
První písemná zmínka o obci pochází z roku 1360 (de Przeczkow), kdy je v obci zmiňován Zdeslav z Přeckova, ten téhož roku dal věno na majetku své manželce, v roce 1468 pak prodal svoji část Přeckova Ondřejovi Rodálovi z Třebíče, Ondřej Rodál pak další část Přeckova koupil v roce 1371. V roce 1376 zakoupil Přeckov Mikuláš z Náramče (později Mikuláš z Trmačova). V roce 1385 pak Mikuláš prodal Přeckov a Chroustov Chýnovi z Oslavice a své manželce. V roce 1390 se Chýn spojil svoje majetky s bratrem. V roce 1417 pak byl majitelem vesnice Blažek z Opatova, ale ten v témže roce prodal Přeckov Pavlovi z Ostrožnice. Jeho syn Přibík pak prodal vesnici Tomášovi Henikarovi z Rajšova a jeho synové pak v roce 1495 prodali Přeckov Janovi z Lomnice a na Meziříčí a tak se Přeckov stal součástí meziříčského panství.
Následně byl majitelem vsi Přeckov (a dalších vesnic v okolí) jeho syn Zdeněk z Lomnice, ale ten v roce 1528 prodal svoji část panství Janovi z Pernštejna, kdy ten po několika dalších nákupech v roce 1529 byl majitelem celého původního panství. Jeho synové pak prodali v roce 1552 meziříčské panství i s Přeckovem Heldtům z Kementu. Po jeho smrti se jeho manželka vdala za Václava Berku z Dubé a Lipého a tak se majiteli panství stali Berkové z Dubé a Lipého. Na počátku 17. století byl Ladislavovi Berkovi majetek konfiskován a on byl donucen v roce 1608 prodat majetek Ladislavovi Šleynovici ze Šleynic. Po smrti Jana Jetřicha Berky z Dubé a Lipého však nastaly spory o dědictví, kdy nakonec Anna Marie Khieslová z Kotsche (původně Berková z Dubé a Lipého) získala panství a to roku 1649 prodala panství Rudolfovi Kounicovi. Jeho syn Arnošt pak prodal panství Petrovi z Ugartu, Ugartové vlastnili panství do roku 1749, kdy je získal Karel z Lichtenštejna. V roce 1899 pak zemřela Leopoldina z Lobkovic, která zdědila panství a majitelem se stal její syn Rudolf z Lobkovic.
Po skončení druhé světové války bylo ve vsi založeno JZD.

## Obyvatelstvo
Ve sčítání lidu 2011 se v Přeckově zjistilo 77 obyvatel. Z toho 38 lidí (49,35 %) bylo příslušníky moravského národa, 22 lidí (28,57 %) bylo příslušníky českého národa a 9 lidí (11,69 %) národnost neuvedlo.
| Rok            | 1869 | 1880 | 1890 | 1900 | 1910 | 1921 | 1930 | 1950 | 1961 | 1970 | 1980 | 1991 | 2001 | 2011 | 2021 |
| -------------- | ---- | ---- | ---- | ---- | ---- | ---- | ---- | ---- | ---- | ---- | ---- | ---- | ---- | ---- | ---- |
| Počet obyvatel | 174  | 172  | 174  | 149  | 146  | 140  | 152  | 125  | 127  | 130  | 85   | 72   | 64   | 77   | 73   |
| Počet domů     | 27   | 29   | 33   | 28   | 31   | 31   | 30   | 36   | 30   | 30   | 23   | 27   | 27   | 30   | 31   |

## Obecní správa
Do roku 1849 patřil Přeckov do meziříčského panství, od roku 1850 patřil do okresu Jihlava, pak od roku 1855 do okresu Velké Meziříčí. Mezi lety 1850 a 1879 patřil Přeckov pod Rudíkov a mezi lety 1976 a 1990 byla obec začleněna opět pod Rudíkov, následně se obec osamostatnila.

## Politika
Do roku 2014 zastával funkci starosty Karel Slavík, od roku 2014 vykonává funkci starosty Bc. Josef Náhlík.

### Volby do Poslanecké sněmovny
|       | 2006              | 2010               | 2013               | 2017              | 2021                  |
| ----- | ----------------- | ------------------ | ------------------ | ----------------- | --------------------- |
| 1.    | KDU-ČSL (39,58 %) | TOP 09 (25,86 %)   | KDU-ČSL (33,96 %)  | KDU-ČSL (46,8 %)  | SPOLU (37,73 %)       |
| 2.    | ČSSD (25,0 %)     | KDU-ČSL (24,13 %)  | ANO 2011 (18,86 %) | ČSSD (10,63 %)    | Piráti+STAN (16,98 %) |
| 3.    | SNK ED (14,58 %)  | ČSSD (15,51 %)     | ČSSD (16,98 %)     | ANO (10,63 %)     | ANO (16,98 %)         |
| účast | 94,12 % (48 z 51) | 100,00 % (58 z 58) | 96,43 % (53 z 56)  | 83,93 % (47 z 56) | 88,33 % (53 z 60)     |

### Volby do krajského zastupitelstva
|      | 1.                  | 2.                   | 3.                    | účast             |
| ---- | ------------------- | -------------------- | --------------------- | ----------------- |
| 2000 | SNK (43,75 %)       | 4KOALICE (31,25 %)   | ČSSD (18,75 %)        | 73,91 % (34 z 46) |
| 2004 | SNK (52,38 %)       | KDU-ČSL (19,04 %)    | ODS (7,14 %)          | 79,24 % (42 z 53) |
| 2008 | SNK ED (26,08 %)    | KDU-ČSL (26,08 %)    | ČSSD (26,08 %)        | 85,19 % (46 z 54) |
| 2012 | Pro Vysočinu (32 %) | ČSSD (22 %)          | KDU-ČSL (16 %)        | 93,22 % (55 z 59) |
| 2016 | KDU-ČSL (46,51 %)   | ČSSD (18,6 %)        | STAN+SNK ED (11,62 %) | 81,13 % (43 z 53) |
| 2020 | KDU-ČSL (39,53 %)   | STAN+SNK ED (18,6 %) | Piráti (9,3 %)        | 76,79 % (43 z 56) |
| 2024 | ANO (25 %)          | KDU-ČSL (22,91 %)    | STAN+SNK ED (22,91 %) | 81,97 % (50 z 61) |

### Prezidentské volby
V prvním kole prezidentských voleb v roce 2013 první místo obsadil Karel Schwarzenberg (14 hlasů), druhé místo obsadil Miloš Zeman (11 hlasů) a třetí místo obsadil Jan Fischer (10 hlasů). Volební účast byla 98,25 %, tj. 56 ze 57 oprávněných voličů. V druhém kole prezidentských voleb v roce 2013 první místo obsadil Karel Schwarzenberg (30 hlasů) a druhé místo obsadil Miloš Zeman (23 hlasů). Volební účast byla 98,15 %, tj. 53 ze 54 oprávněných voličů.
V prvním kole prezidentských voleb v roce 2018 první místo obsadil Pavel Fischer (16 hlasů), druhé místo obsadil Jiří Drahoš (14 hlasů) a třetí místo obsadil Miloš Zeman (11 hlasů). Volební účast byla 96,00 %, tj. 48 ze 50 oprávněných voličů. V druhém kole prezidentských voleb v roce 2018 první místo obsadil Jiří Drahoš (23 hlasů) a druhé místo obsadil Miloš Zeman (20 hlasů). Volební účast byla 93,48 %, tj. 43 ze 46 oprávněných voličů.
V prvním kole prezidentských voleb v roce 2023 první místo obsadil Pavel Fischer (19 hlasů), druhé místo obsadil Petr Pavel (14 hlasů) a třetí místo obsadil Andrej Babiš (14 hlasů). Volební účast byla 100,00 %, tj. 60 ze 60 oprávněných voličů. V druhém kole prezidentských voleb v roce 2023 první místo obsadil Petr Pavel (44 hlasů) a druhé místo obsadil Andrej Babiš (13 hlasů). Volební účast byla 98,28 %, tj. 57 ze 58 oprávněných voličů.

## Pamětihodnosti
- Kaplička z počátku 19. století[32]
- Boží muka u domu čp. 25 z počátku 19. století[32]
- Kříže v obci

## Galerie

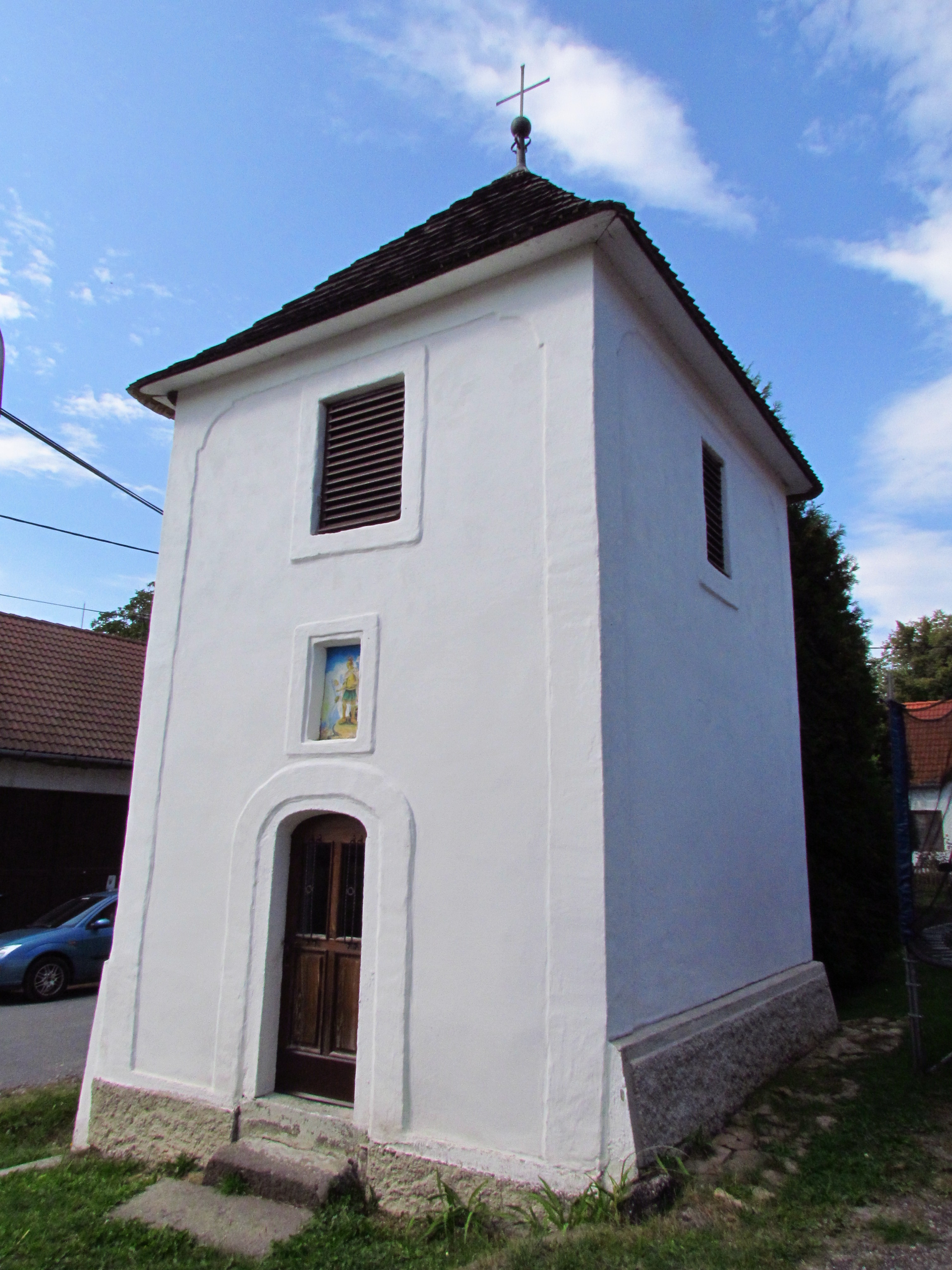
Kaplička (zvonice) na návsi
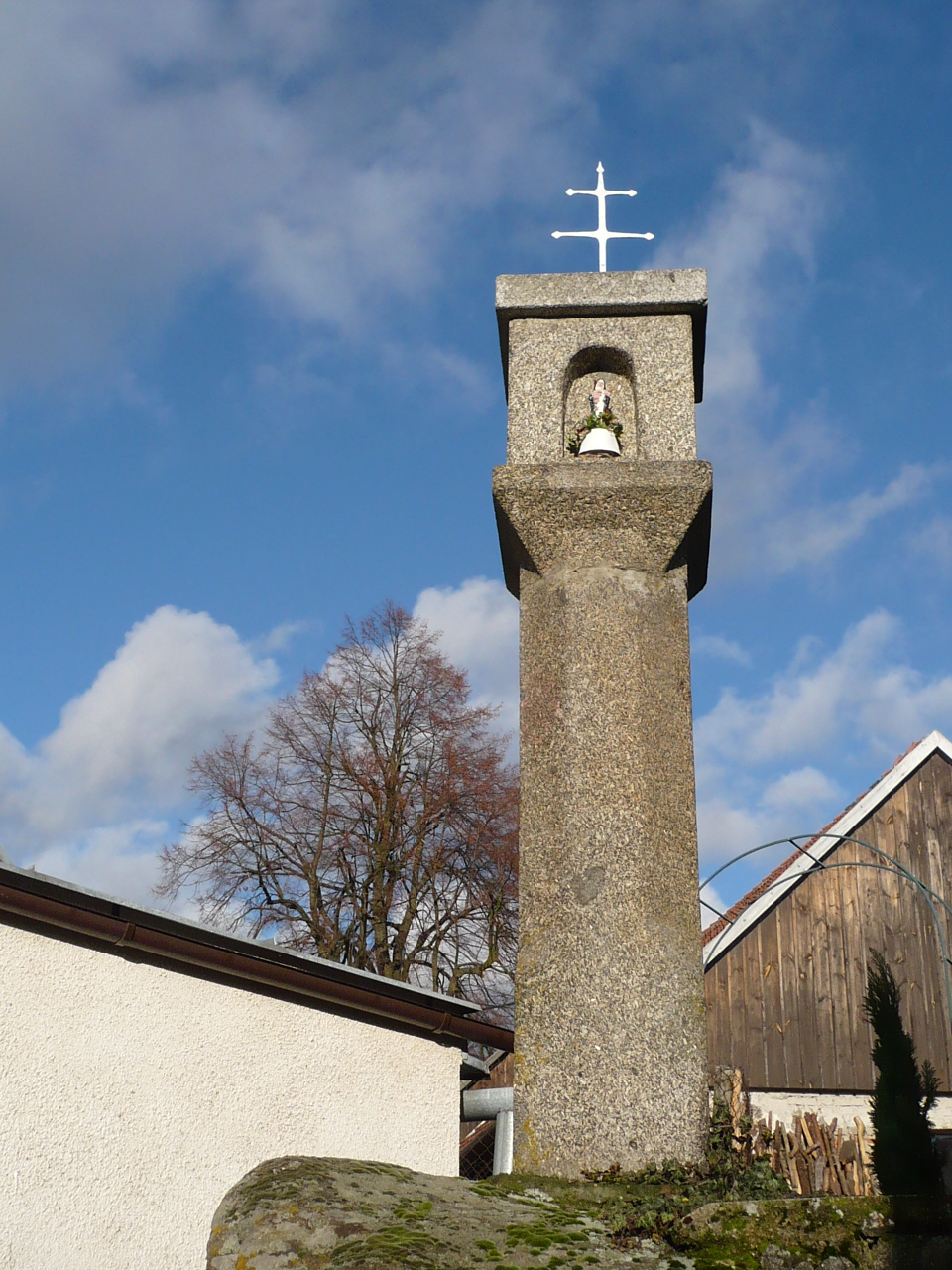
Boží muka